# آپپر هیفورد، نورث‌همپتون‌شر
آپپر هیفورد (به انگلیسی: Upper Heyford) یک روستا و محله مدنی در بریتانیا است که در South Northamptonshire واقع شده‌است. آپپر هیفورد ۷۷ نفر جمعیت دارد.